# Mont Gelé
Pour l’article homonyme, voir Mont Gelé (3023).
Le mont Gelé est un sommet des Alpes situé à la frontière entre l'Italie et la Suisse, dans le massif des Alpes valaisannes. Il s'élève à 3 518 ou 3 519 m et domine la Fenêtre de Durand, un col reliant le val de Bagnes au val d'Aoste.
La première ascension a été faite le 11 août 1861, par Frederick William Jacomb avec les guides Jean-Baptiste Croz et Michel Croz.